# Anne Desjardins
Pour les articles homonymes, voir Desjardins.
Anne Desjardins est une chef cuisinier et une chef propriétaire de l'hôtel L'eau à la bouche à Sainte-Adèle au Québec.
Le restaurant L'eau à la bouche a fait faillite en 2013.

## Biographie
En 1979, elle et son conjoint, Pierre Audette, ont acheté une maison dans les Laurentides, à Sainte-Adèle, qu'ils ont transformé en bistro. En juin 1987, un petit hôtel de 25 chambres a été ajouté au restaurant. L'hôtel fait partie de la chaîne hôtelière Relais & Châteaux depuis 1989 et affiche la distinction Relais Gourmand depuis 2001.
Anne Desjardins a présidé un groupe de travail sur les appellations réservées et les produits du terroir. Un rapport sur ces sujets, le rapport Desjardins, a été déposé au MAPAQ en octobre 2003. Le groupe avait pour mandat de se pencher sur certaines appellations, d'en rédiger la définition, de déterminer leurs critères d'utilisation respectifs, de proposer un système de certification et de contrôle et le cas échéant, de proposer des modifications à la loi (loi sur les appellations réservées a été sanctionnée en 1996).
Elle fut chef invitée par Les Marmitons.
Anne Desjardins a été coprésidente d'honneur de la Foire gourmande de l'Abitibi-Témiscamingue et du Nord-Est ontarien à deux reprises, soit en 2010 et en 2016.

## Récompenses
2001
- Lauréat Renaud-Cyr, Catégorie Chef (ex æquo avec Daniel Vézina du Laurie-Raphaël)
- Chevalier de l'Ordre national du Québec
- Quatre étoiles

1998
- Or, Développement de la restauration québécoise
- Société des alcools du Québec, Grands Prix du Tourisme Québécois

1987
- Prix Roger-Champoux, Fondation des Amis de l'Art Culinaire, Montréal.